# Golf von La Spezia
Koordinaten: 44° 4′ 20″ N, 9° 51′ 54″ O

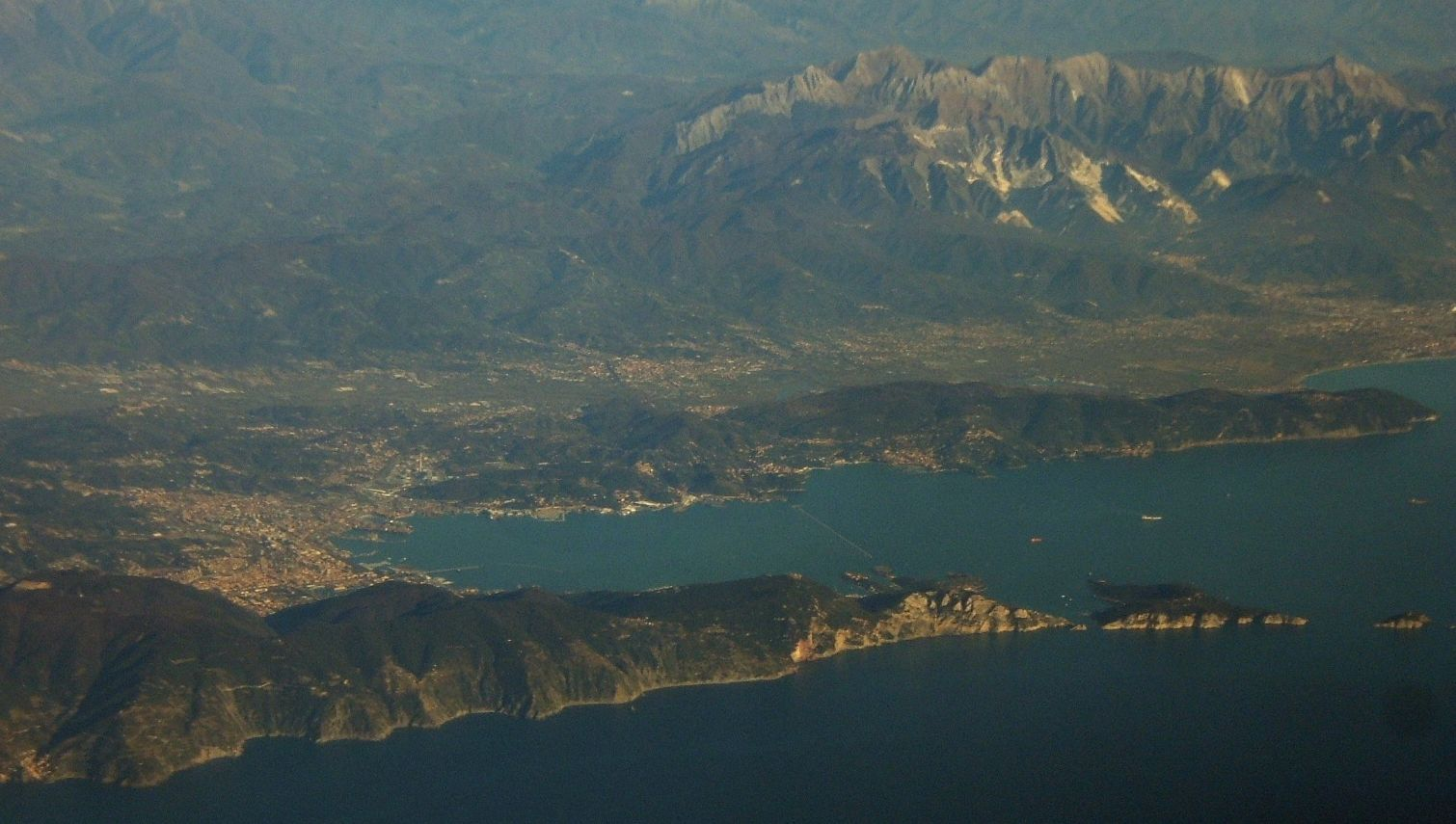
Luftaufnahme vom Golf von La Spezia mit dem Val di Magra und den Apuanischen Alpen im Hintergrund

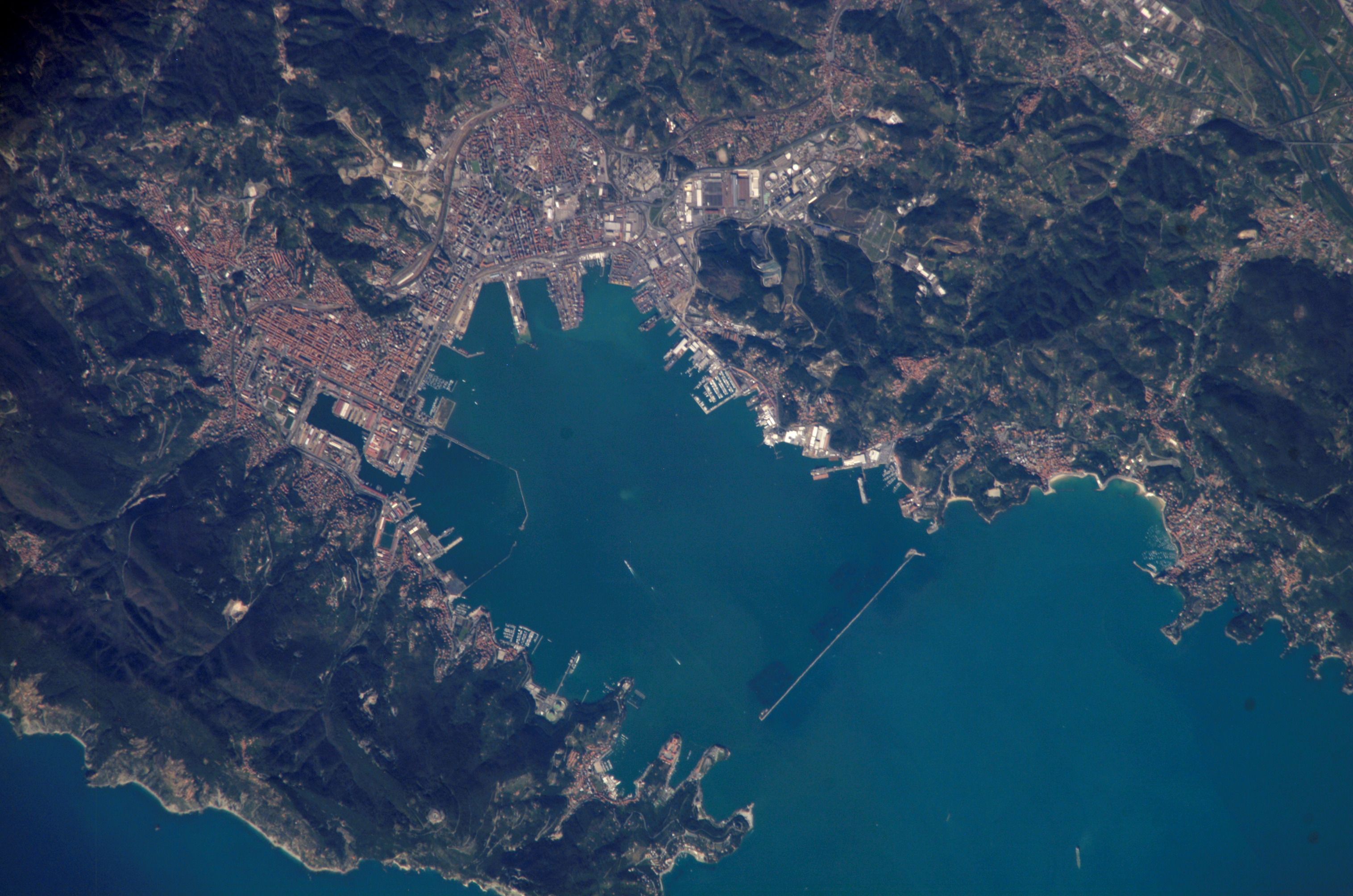
Satellitenbild des Golfes von La Spezia

Der Golf von La Spezia, inoffiziell auch Golf der Dichter oder Golf der Poeten (Golfo dei Poeti), ist eine weite und relativ tiefe Bucht des Ligurischen Meeres. Sie liegt im östlichsten Abschnitt der italienischen Region Ligurien und ist nach der Provinzhauptstadt La Spezia benannt, die am Scheitelpunkt des Golfes liegt. An den beiden Extremitäten des Golfes befinden sich die beiden Ortschaften Porto Venere und Lerici. Beide sind beliebte Ausflugs- und Reiseziele.
Neben einem wichtigen Handelshafen (mit dem Schwerpunkt auf dem Containerverkehr) ist der Golf von La Spezia auch Standpunkt des Hauptarsenals der italienischen Marine.
Die Ortschaften am Golf von La Spezia gehören zu einem der vier Verwaltungsbezirke der Provinz La Spezia. Die anderen drei Bezirke sind die Riviera Spezzina mit den Cinque Terre, das Val di Vara und das Val di Magra.

## Geographie
Der Golf von La Spezia öffnet sich in südöstlicher Richtung und wird von einer Bergkette umgeben. Begrenzt wird er von der Landzunge von Porto Venere im Westen (mit den Inseln Palmaria, Tino und Tinetto an der Spitze) und vom Küstenabschnitt vor Lerici und Tellaro im Osten. Durch diese Lage ist er lediglich dem Sciroccowind ausgesetzt und von dem stärkeren Libeccio hingegen abgeschirmt.
An der Öffnung des Golfes wurde ein 2210 Meter langer Beton-Ponton errichtet, der lediglich zwei Passagen von 400 und 200 Metern Breite an seinen Eckpunkten freigibt.
Der Golf ist ungefähr 4,5 Kilometer lang und 3 bis 3,5 Kilometer breit.

## „Golf der Dichter“
Der inoffizielle Name „Golf der Dichter“ geht auf den Lustspielautor Sem Benelli zurück, der am 30. August 1910 in seiner Begräbnisrede für den Arzt und Schriftsteller Paolo Mantegazza ausrief: Beato te, o Poeta della scienza, che riposi in pace nel Golfo dei Poeti. Beati voi, abitatori di questo Golfo, che avete trovato un uomo che accoglierà degnamente le ombre dei grandi visitatori („Gesegnet du, o Dichter der Wissenschaft, der im Frieden am Golf der Poeten ruht. Gesegnet ihr, Bewohner dieses Golfes, die ihr einen Mann gefunden habt, der die Schatten der großen Besucher würdig empfangen wird“).
In der Tat verweilten und wirkten zahlreiche Autoren und Autorinnen am Golf von Spezia, angefangen bei Dante und Francesco Petrarca über George Sand, George Gordon Byron, Percy Bysshe Shelley (der 1822 im Golf ertrank) und Mary Shelley bis zu Charles Dickens, Henry James, Virginia Woolf und David Herbert Lawrence.

## Weblinks

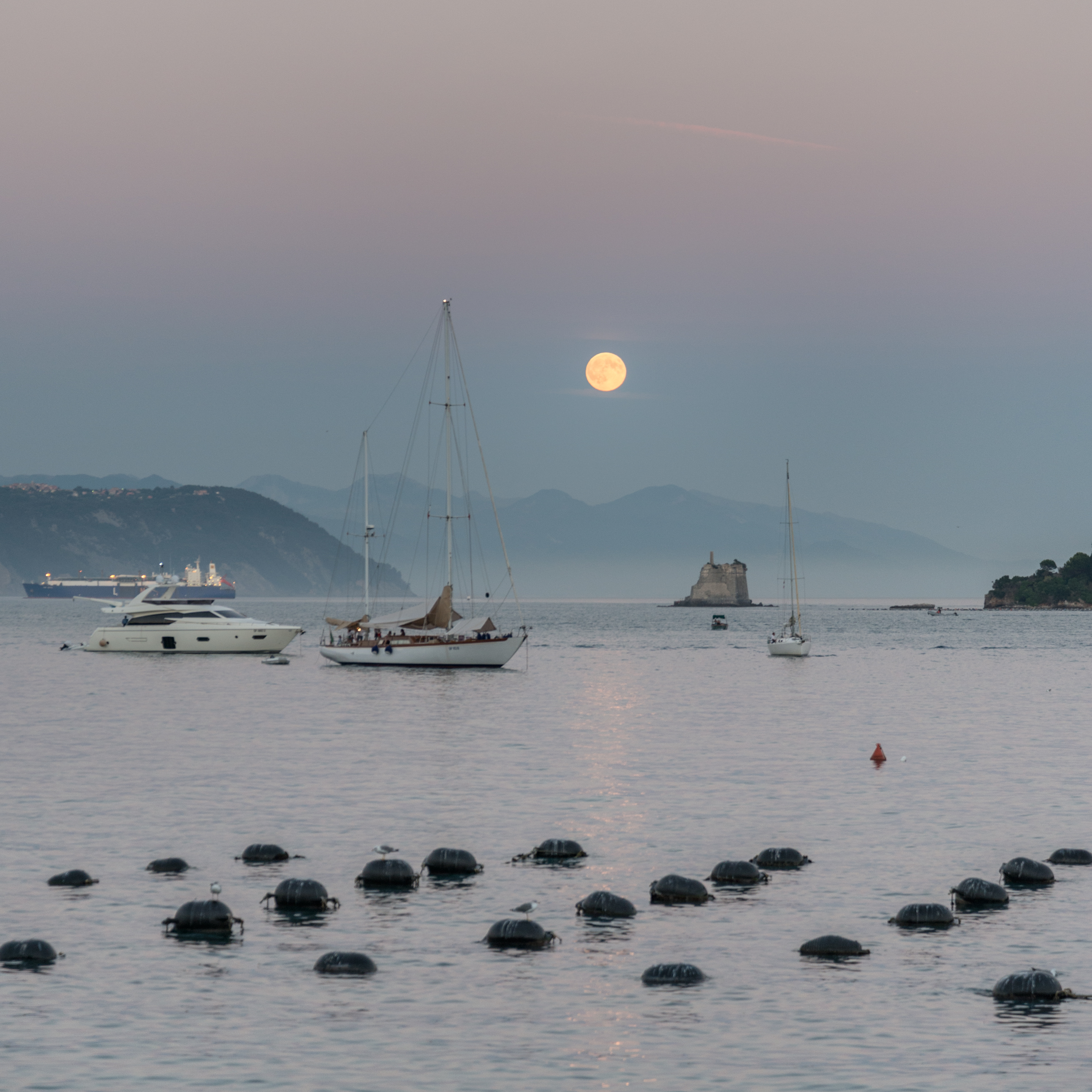
Vollmond mit malerischer Ruine des Leuchtturms Torre Scola im Meer vor Portovenere